# Provitamina
Una  provitamina  és una substància que pot i ha de ser transformada en el cos pel mateix metabolisme o factors externs en la vitamina per ser aprofitada.
Així la provitamina D3 es transforma en la pell per actuació de la irradiació ultraviolada a vitamina D3.
Un altre exemple n'és el betacarotè o provitamina A, la substància que dona el color taronja a les pastanagues, que és transformada en vitamina A. Per això es recomana la ingesta de menjar ric en carotens en alguns casos de problemes de visió que poden ser tractats amb vitamina A.
El cos transforma només la quantitat necessària de la provitamina en vitamina. Així es prevenen els efectes negatius de la hipervitaminosi que en el cas d'algunes vitamines poden ser letals.